# Осьно-Ґурне
Осьно-Ґурне (пол. Ośno Górne) — село в Польщі, у гміні Сомпольно Конінського повіту Великопольського воєводства.
Населення — 204 особи (2011).
У 1975-1998 роках село належало до Конінського воєводства.

## Демографія
Демографічна структура станом на 31 березня 2011 року:
|          | Загалом | Допрацездатний вік | Працездатний вік | Постпрацездатний вік |
| -------- | ------- | ------------------ | ---------------- | -------------------- |
| Чоловіки | 100     | 30                 | 65               | 5                    |
| Жінки    | 104     | 24                 | 58               | 22                   |
| Разом    | 204     | 54                 | 123              | 27                   |